# Диммит
Округ Диммит (англ. Dimmit County) — округ штата Техас, США. Население по переписи 2000 года — 10 248 человек. По оценке Бюро переписи населения США в 2008 году население округа составляло 9758 человек. Окружным центром является город Карризо-Спрингс. Округ Диммит был образован в 1880 году и назван в честь Филиппа Диммита, одного из видных деятелей Техасской революции.

## География
По данным Бюро переписи населения США, округ имеет общую площадь 3455 км², из которых 3447 км² суша и 0,66 % (8 км²) — водная поверхность.